# Villino Ferrari
Il villino Ferrari si trova in via Piemonte 64 nel rione Ludovisi a Roma.

## Storia
Fu costruito da Carlo Pincherle nel 1901 per il pittore Giuseppe Ferrari.
Negli anni '30 del secolo scorso l'edificio passò al notaio Colizzi.
Nel 1957 venne creata un'apertura nelle mura presso il giardino di quest'edificio.
In seguito l'edificio passò alla Federazione Italiana Editori Giornali.

## Descrizione
L'edificio si sviluppa a più piani in stile rinascimentale fiorentino.
Al piano terra vi è uno bugnato rustico, mentre al livello superiore il bugnato è liscio.
Al primo piano vi sono delle finestre con arco a tutto sesto con delle piattabande.
Al centro vi è un avancorpo. Nel piano nobile vi è un balcone a transenna.
Nel terzo piano vi sono delle finestrelle con dei pilastrini con delle volute.
Il tetto è a spioventi.